# Jüdisches Flüchtlingsmuseum in Shanghai
Das Jüdische Flüchtlingsmuseum in Shanghai (chinesisch 上海犹太难民纪念馆) ist ein Museum in Shanghai (Volksrepublik China).

## Schwerpunkt
Das Museum wurde 2012 eröffnet und erinnert an die jüdischen Flüchtlinge, die während des Holocaust im Zweiten Weltkrieg in Shanghai Zuflucht fanden und lebten. Im Museum sind Dokumente, Fotografien, Filme und persönliche Gegenstände ausgestellt, die das Leben der jüdischen Bewohner des Restricted Sector for Stateless Refugees, bekannt als das Shanghaier Ghetto dokumentieren.

## Hintergrund
In den 1930er Jahren wurden deutsche und österreichische Juden vom nationalsozialistischen Deutschland zur Auswanderung gedrängt. Jedoch wurde ihnen von den meisten Ländern die Einreise ohne Visum verweigert. Shanghai und die Dominikanische Republik waren dabei eine Ausnahme. 20.000 europäische Juden suchten demnach in Shanghai Zuflucht.

## Lage und Architektur
Das Shanghai Jewish Refugees Museum befindet sich im Historischen Gebiet Tilanqiao des Bezirks Hongkou auf dem Gelände der ehemaligen Ohel-Rachel-Synagoge (hebräisch בית הכנסת "אהל רחל"; deutsch Synagoge „Rachels Zelt“).

## Anfahrt
Haltestellen: Haimen Lu – Zhoujiazui Lu (海门路 / 周家嘴路) und Tilanqiao 提篮桥 (Linie 12) der Shanghai Metro und Buslinien 13, 319 und 510.

## Weiterführende Verweise und Weblinks
- Homepage des Shanghai Jewish Refugees Museum (in Chinesisch oder Englisch)
- Shanghai, Zuflucht der Juden, ZEIT.de
- Emigration – Jüdisches Leben in Shanghai, Deutschlandfunk Kultur. 16.01.2015
- Juden in China Auf den Spuren der Vorfahren. Frankfurter Rundschau
- Shanghai's Jewish refugee museum reopens. XINHUANET. 09.12.2020